# Les Révoires
Les Révoires é um bairro do Mónaco que pertencia ao antigo bairro de La Condamine.
O ponto conhecido como o Chemin des Révoires é com 161 metros o ponto mais elevado do principado.
O bairro possui o famoso Jardim Exótico fundado pelo príncipe Alberto II do Mónaco.. Este bairro tem uma boa vista sobre o rochedo do Mónaco e o Mar Mediterrâneo.